# IFA P3
IFA P3 – samochód terenowy produkowany przez wschodnioniemieckie przedsiębiorstwo VEB Automobilwerke Ludwigsfelde w latach 1962–1966.

## Historia i opis modelu
Pod koniec lat 50. XX wieku ze względu na ciągłe braki samochodów terenowych we wschodnioniemieckich służbach państwowych postanowiono stworzyć kolejny pojazd z napędem na cztery koła, który miałby zaspokoić potrzeby. Na bazie modelu IFA P2M, którego produkcja seryjna zakończyła się na przełomie 1957 i 1958 roku stworzono samochód o nazwie IFA P3. Był to w zasadzie udoskonalony i odświeżony P2M. Zwiększono moc silnika z 65 do 75 KM, żeliwny blok silnika zastąpiono aluminiowym, powiększono również karoserię co pozwoliło przewozić nawet siedem osób, zmienił się także przód samochodu, a zwiększeniu uległa masa pojazdu. Od 1962 do 1966 roku wyprodukowano seryjnie według różnych źródeł od 3 do 4 tys. egzemplarzy. Zakończenie produkcji zostało wymuszone ustaleniami RWPG, która wybrała Rumunię (ARO) i ZSRR (UAZ) w specjalizacji i produkcji samochodów terenowych. P3 występował głównie w  wersji z trzydrzwiowym nadwoziem, rzadko w wersji czterodrzwiowej przeznaczonej dla kadry dowódczej.
IFA P3 początkowo montowana była w zakładach VEB Kooperationszentrale Automobilbau Karl-Marx-Stadt (Chemnitz), a od 1963 roku w VEB Automobilwerke Ludwigsfelde.
Pojazdy używane były głównie przez Nationale Volksarmee (gdzie do końca istnienia armii były w rezerwie), straż graniczną NRD (Grenztruppen der DDR) do końca lat 80. oraz też przez straż pożarną (do dziś w ochotniczej), obronę cywilną NRD, a także w rolnictwie, leśnictwie czy geodezji, a po zjednoczeniu Niemiec, kiedy auta były wycofywane ze służb lub złomowane głównie nabywali je prywatni użytkownicy, a w ostatnich latach zainteresowanie tymi samochodami wzrosło wśród kolekcjonerów pojazdów zabytkowych.

## Dane techniczne
Źródło:

### Silnik
- R6 2,4 l (2407 cm³), benzynowy, OM 6-35L
- Zasilane: gaźnik
- Średnica × skok tłoka: 78,00 mm × 84,00 mm
- Stopień sprężania: 7,1:1
- Moc maksymalna: 75 KM (55 kW) przy 3500 obr./min
- Maksymalny moment obrotowy: b.d.
- Prędkość maksymalna: 95 km/h

### Inne
- Zużycie paliwa: 24 l/100 km
- Zdolność pokonywania wzniesień: 65%
- Rozstaw kół przód / tył: 1420 mm / 1400 mm

## Galeria

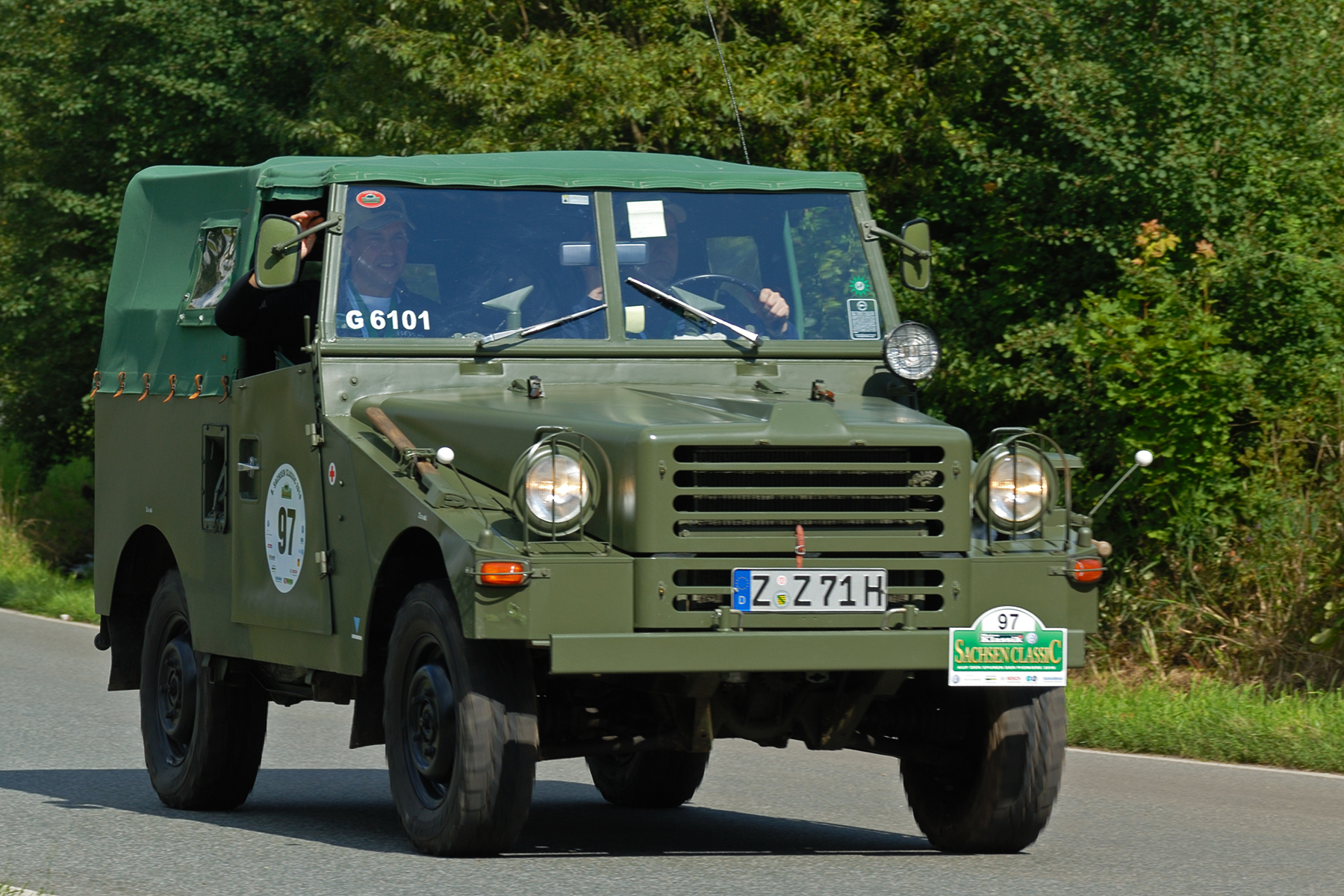
IFA P3
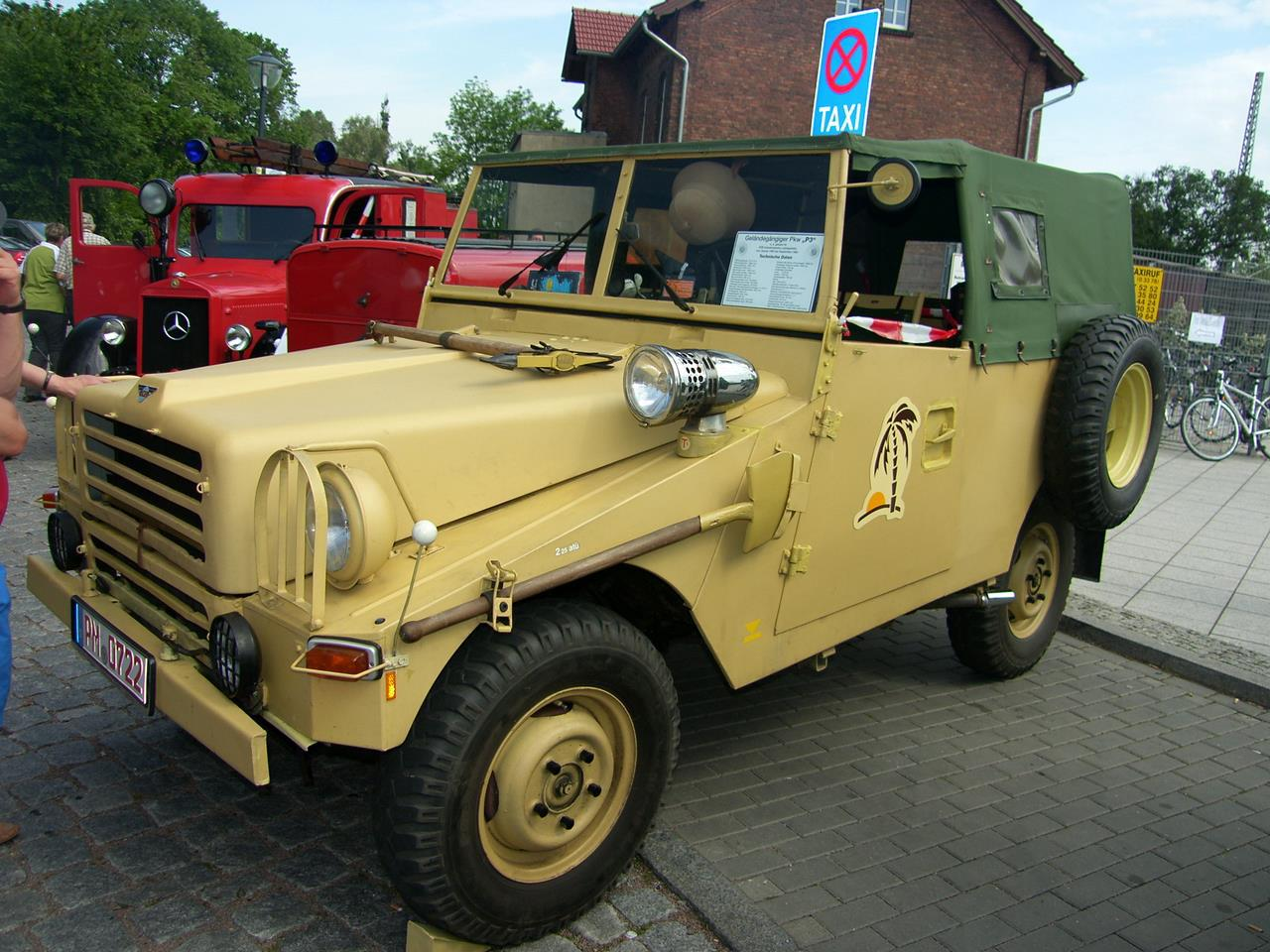
IFA P3
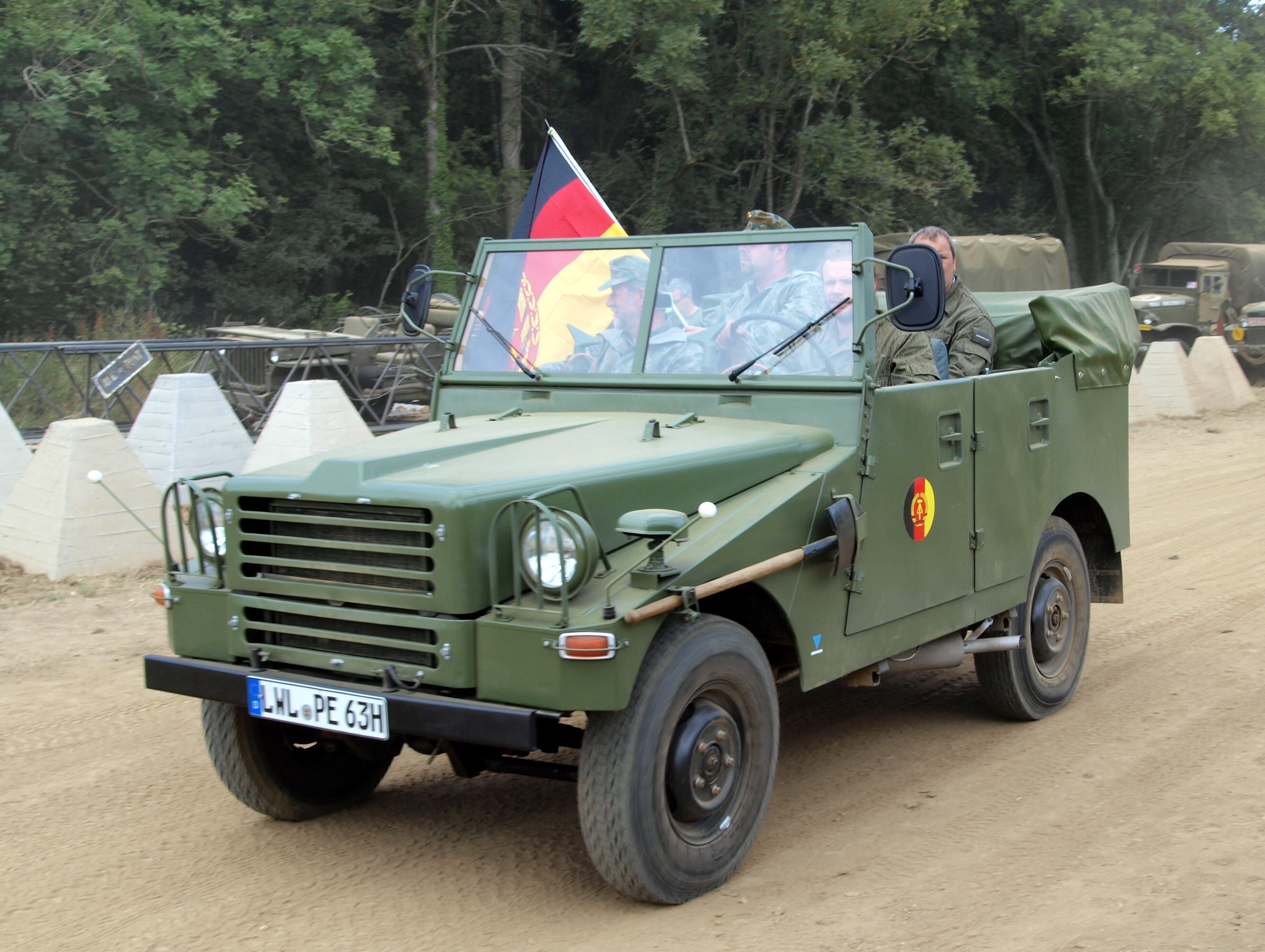
IFA P3 w wersji czterodrzwiowej
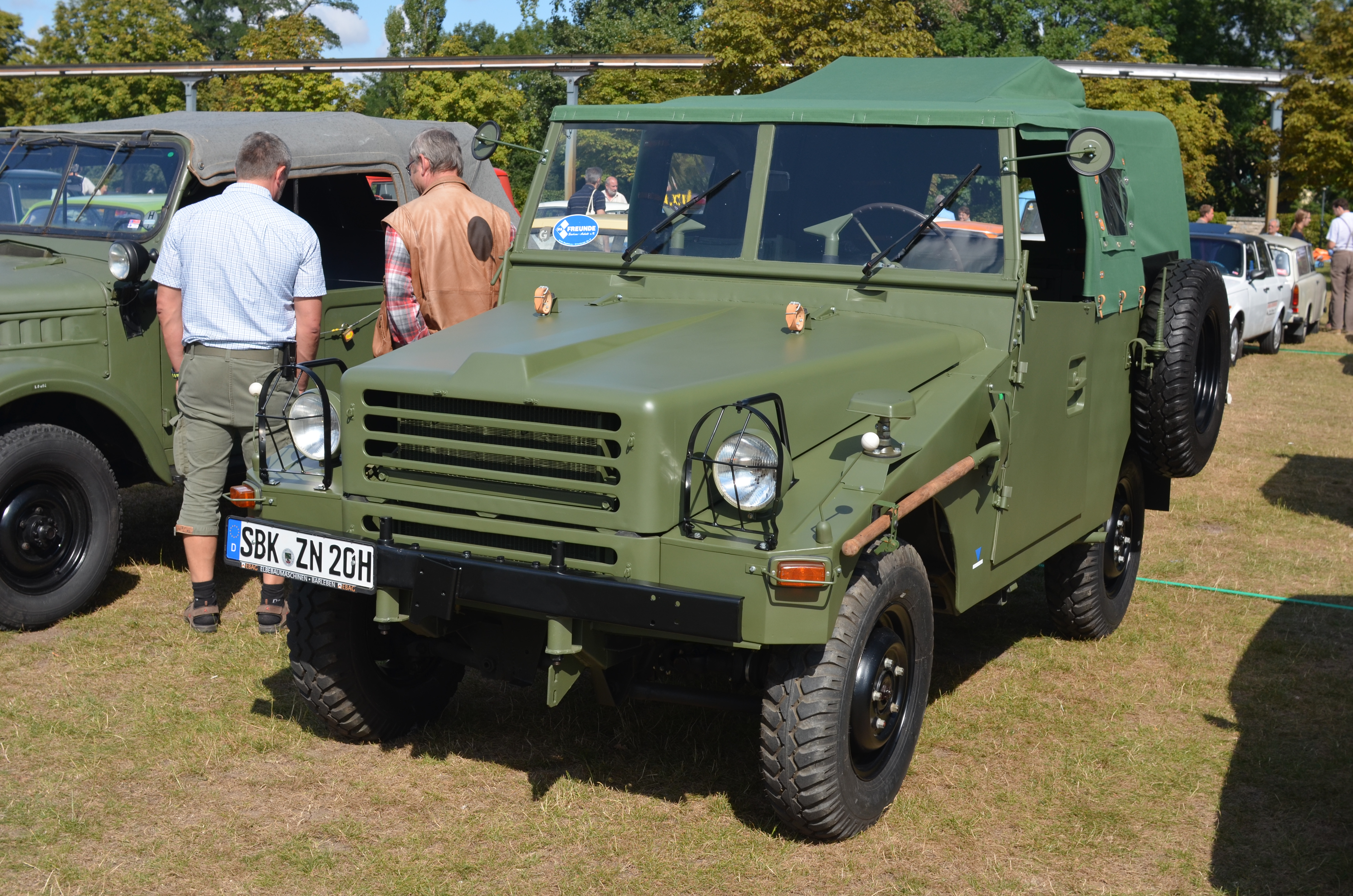
IFA P3